# Giorgio Albertazzi
Giorgio Albertazzi (Fiesole, 20 augustus 1923 – Roccastrada, 28 mei 2016) was een Italiaans acteur.

## Levensloop en carrière
Albertazzi begon zijn acteercarrière eind jaren 40 en zou in meer dan 50 films meespelen. Foà speelde hoofdzakelijk in Italiaanse films. Hij speelde ook vaak naast niet-Italiaanse acteurs zoals Fernandel, Brigitte Bardot, Maria Schell, Richard Burton en Romy Schneider.
Hij overleed op 92-jarige leeftijd.

## Beknopte filmografie
- 1952 · Le Petit Monde de don Camillo
- 1961 · L'Année dernière à Marienbad
- 1972 · The Assassination of Trotsky

- Bibsys: 6010033
- Biblioteca Nacional de España: XX4886366
- Bibliothèque nationale de France: cb14148772f (data)
- Catàleg d'autoritats de noms i títols de Catalunya: 981058508573606706
- CiNii: DA13155429
- Gemeinsame Normdatei: 118846426
- International Standard Name Identifier: 0000 0001 0939 6935
- Library of Congress Control Number: n85013636
- MusicBrainz: aa178492-e346-4e37-8dc5-184c0b677f57
- Nationale Bibliotheek van Tsjechië: pna2010572217
- Nationale Bibliotheek van Israël: 987007349938205171
- Nederlandse Thesaurus van Auteursnamen: 088152197
- Istituto Centrale per il Catalogo Unico: CFIV082840
- SNAC: w6kn3wvr
- Système universitaire de documentation: 07699581X
- Virtual International Authority File: 120621394
- WorldCat: E39PBJkxKk8xRmCjBXrtwRQpfq